# 7769 Okuni
7969 Okuni (1991 VF4) là một tiểu hành tinh vành đai chính được phát hiện ngày 4 tháng 11 năm 1991 bởi S. Otomo ở Kiyosato.